# Drosophila magnipalpa
Drosophila magnipalpa är en tvåvingeart som beskrevs av Elmo Hardy 1965. Drosophila magnipalpa ingår i släktet Drosophila och familjen daggflugor.
Artens utbredningsområde är Hawaii.